# Synodites parviceps
Synodites parviceps là một loài tò vò trong họ Ichneumonidae.